# Peder Fredricson
Carl Peder Fredricson (Flen, 30 de enero de 1972) es un jinete sueco que compite en la modalidad de salto ecuestre. Su hermano Jens compitió en el mismo deporte.
Participó en cinco Juegos Olímpicos de Verano, entre los años 1992 y 2024, obteniendo cuatro medallas, plata en Atenas 2004, en la prueba por equipos (junto con Rolf-Göran Bengtsson, Malin Baryard y Peter Eriksson), plata en Río de Janeiro 2016 (individual) y dos en Tokio 2020, oro por equipos (con Henrik von Eckermann y Malin Baryard-Johnsson) y plata individual.
Ganó dos medallas en el Campeonato Mundial de Saltos Ecuestres, en los años 2018 y 2022, y tres medallas en el Campeonato Europeo de Saltos Ecuestres, en los años 2017 y 2021.
Fue el abanderado de Suecia en la ceremonia de apertura de los Juegos Olímpicos de París 2024 junto con la regatista Josefin Olsson.

## Palmarés internacional
| Juegos Olímpicos   | Juegos Olímpicos        | Juegos Olímpicos  | Juegos Olímpicos |
| Año                | Lugar                   | Medalla           | Categoría        |
| ------------------ | ----------------------- | ----------------- | ---------------- |
| 2004               | Atenas (Grecia)         | Medalla de plata  | Por equipos      |
| 2016               | Río de Janeiro (Brasil) | Medalla de plata  | Individual       |
| 2020               | Tokio (Japón)           | Medalla de oro    | Por equipos      |
| 2020               | Tokio (Japón)           | Medalla de plata  | Individual       |
| Campeonato Mundial |                         |                   |                  |
| Año                | Lugar                   | Medalla           | Categoría        |
| 2018               | Tryon (Estados Unidos)  | Medalla de plata  | Por equipos      |
| 2022               | Herning (Dinamarca)     | Medalla de oro    | Por equipos      |
| Campeonato Europeo |                         |                   |                  |
| Año                | Lugar                   | Medalla           | Categoría        |
| 2017               | Gotemburgo (Suecia)     | Medalla de oro    | Individual       |
| 2017               | Gotemburgo (Suecia)     | Medalla de plata  | Por equipos      |
| 2021               | Riesenbeck (Alemania)   | Medalla de bronce | Individual       |